# Де Марки (Падова)
Де Марки је насеље у Италији у округу Падова, региону Венето.
Према процени из 2011. у насељу је живело 59 становника. Насеље се налази на надморској висини од 6 м.